# Clocotiș (plantă)
Clocotișul (Staphylea pinnata L.) este un arbust indigen făcând parte din familia Staphyleaceae din genul Staphylea. 

## Descriere
Clocotișul crește ca arbust la o înălțime de aproximativ 1 până la 3 metri, în formă de tufă cu numeroase tulpini drepte și viguroase. Mai rar, crește ca un copăcel, atingând în acest caz 4 până la 5 m. Scoarța este cenușiu-brună, fin crăpată. Lujeri sunt viguroși, verzi-măslinii sau brun-roșcațiglabri, lenticele albicioase, la vârf cu 2 muguri.

## Poze

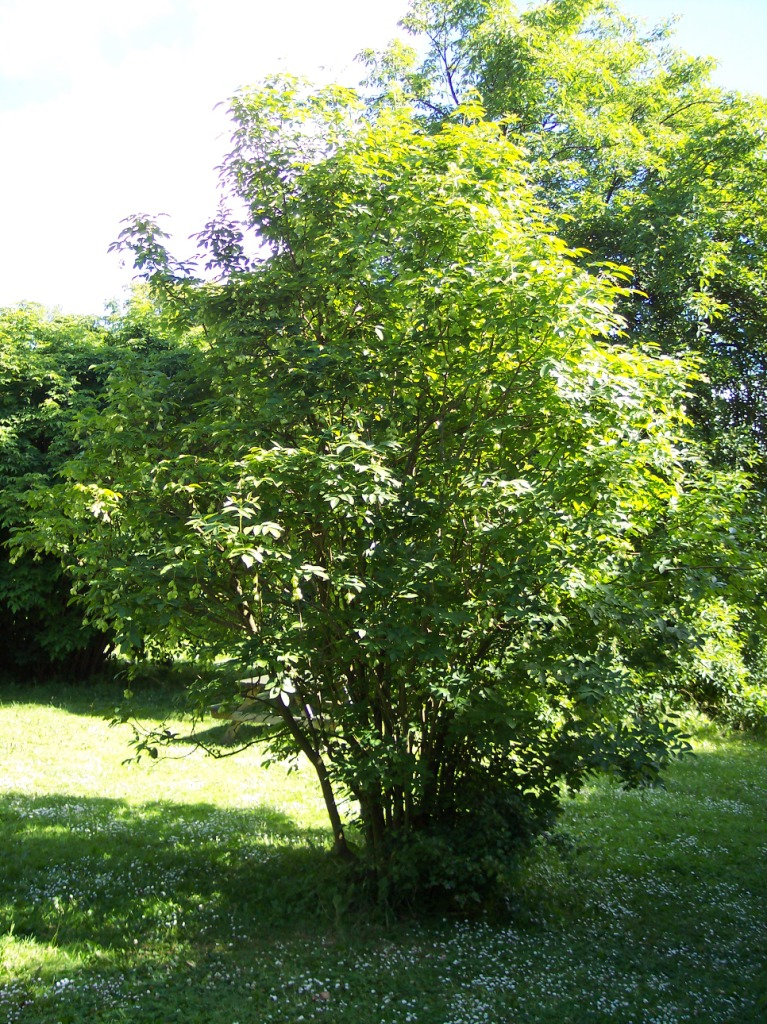
Clocotiș
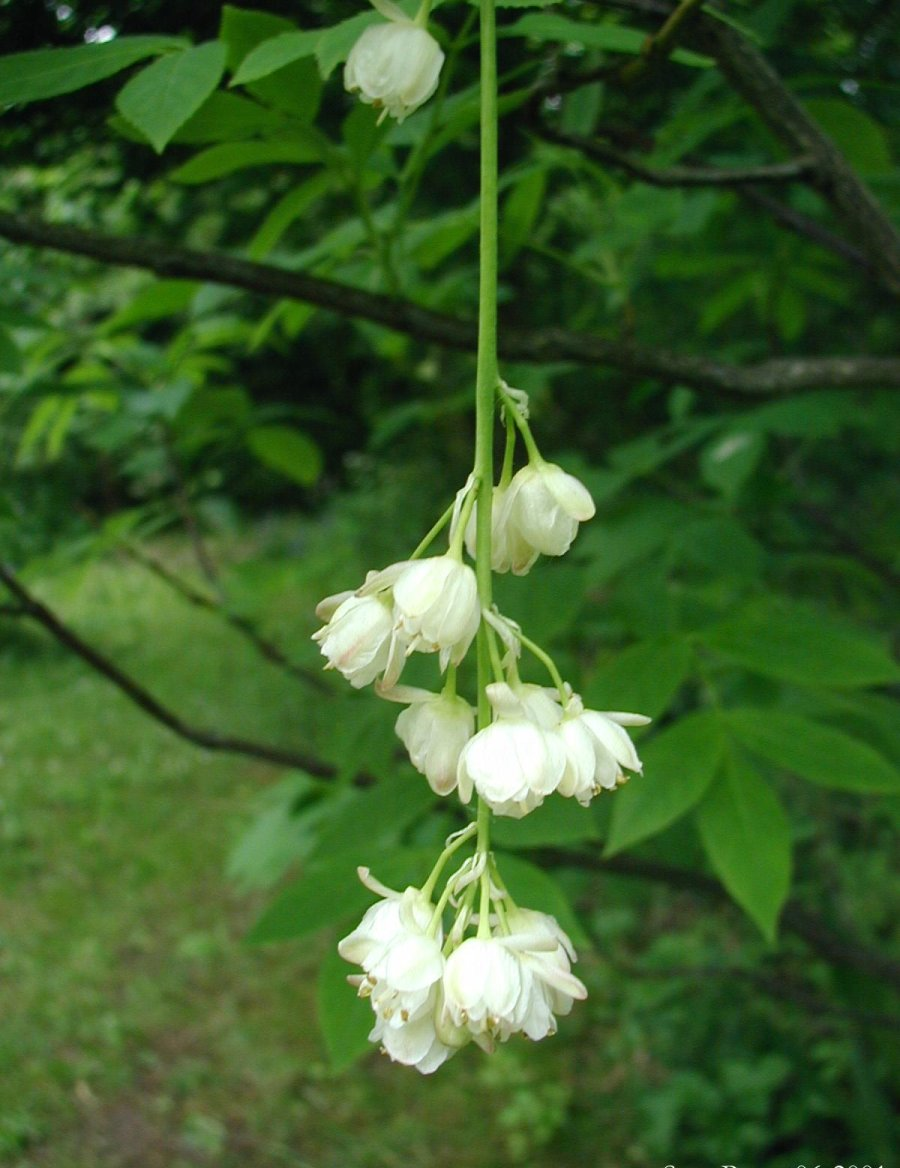
Inforescență
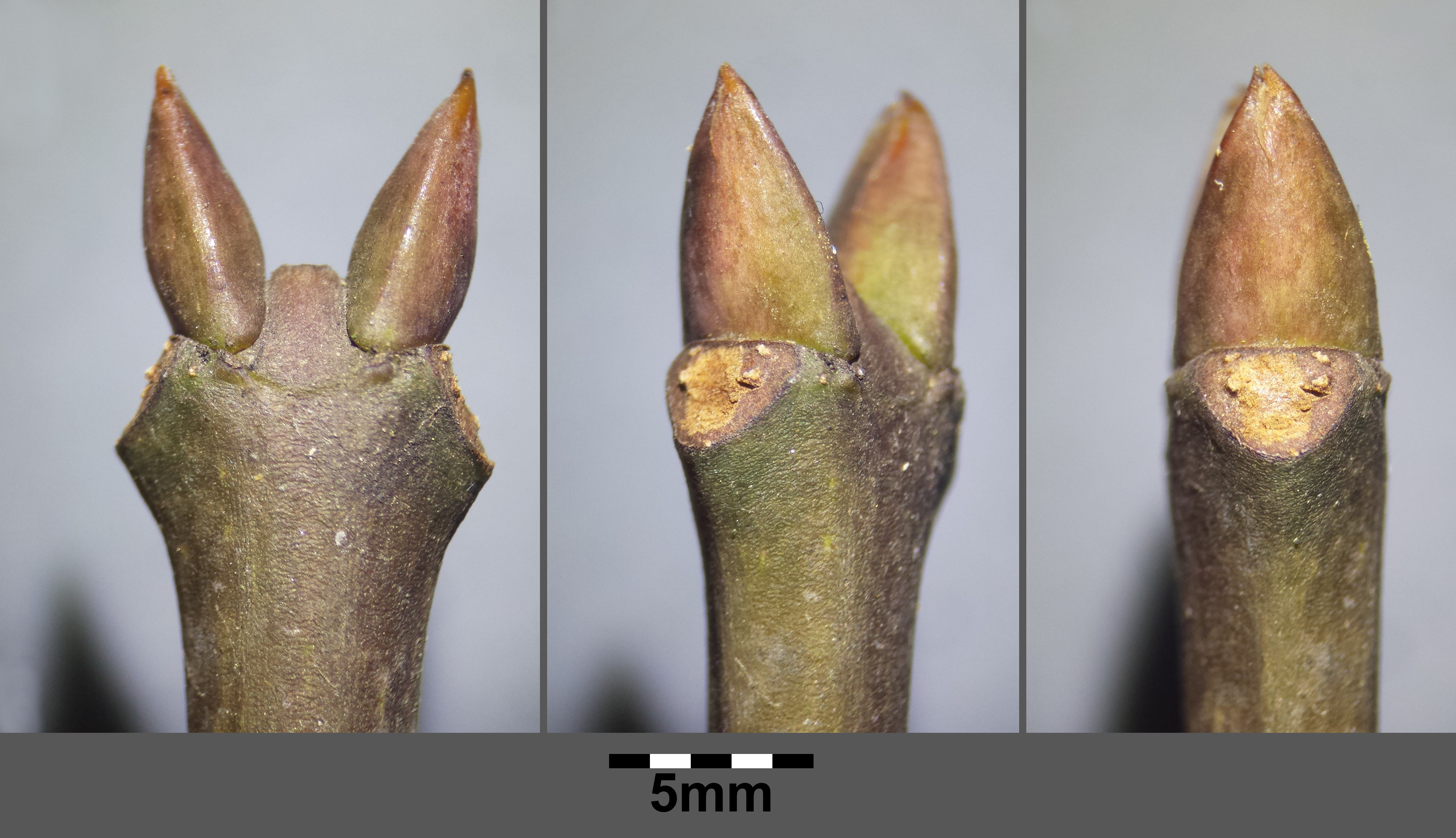
Muguri de iarnă
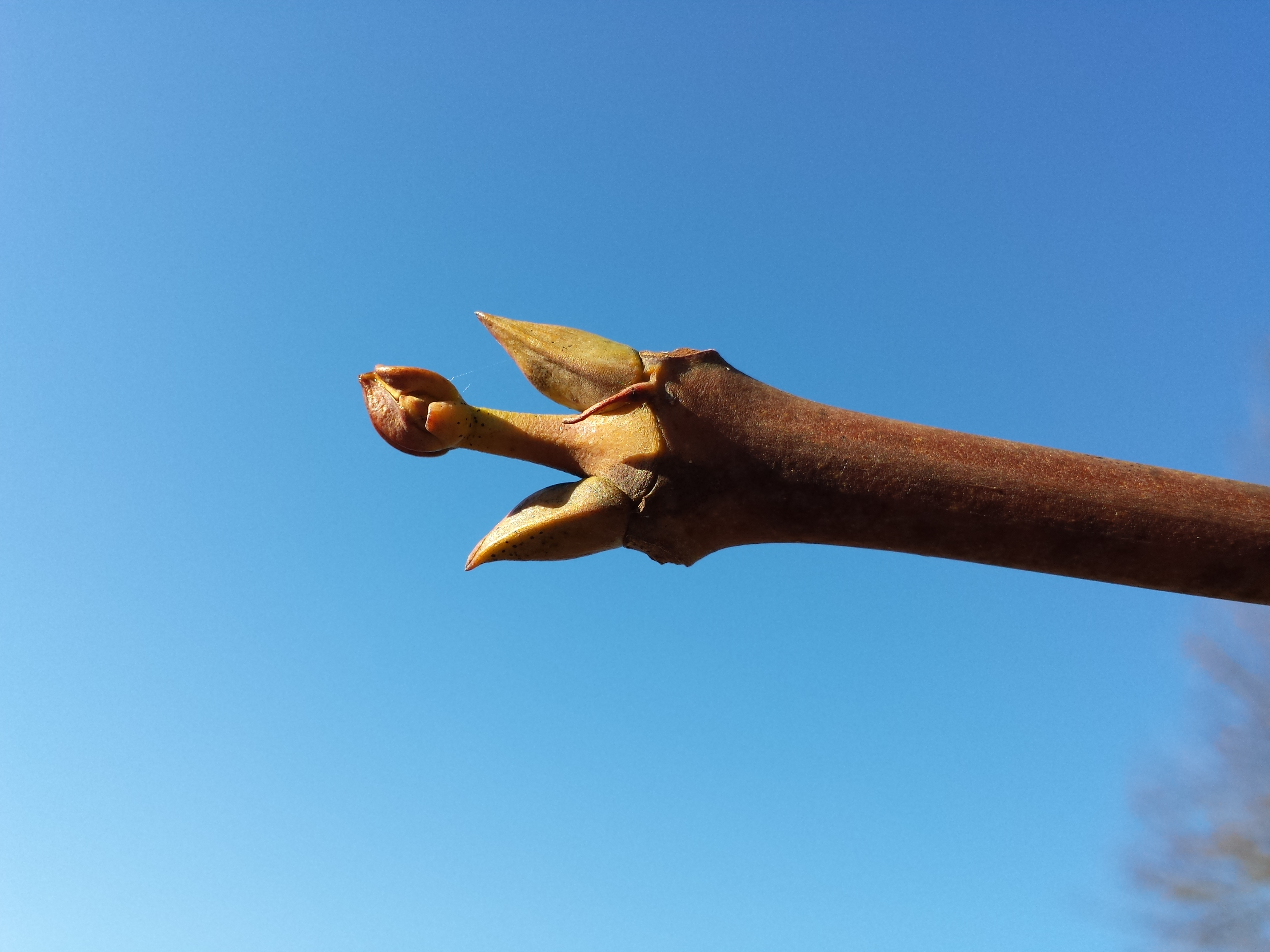
Muguri
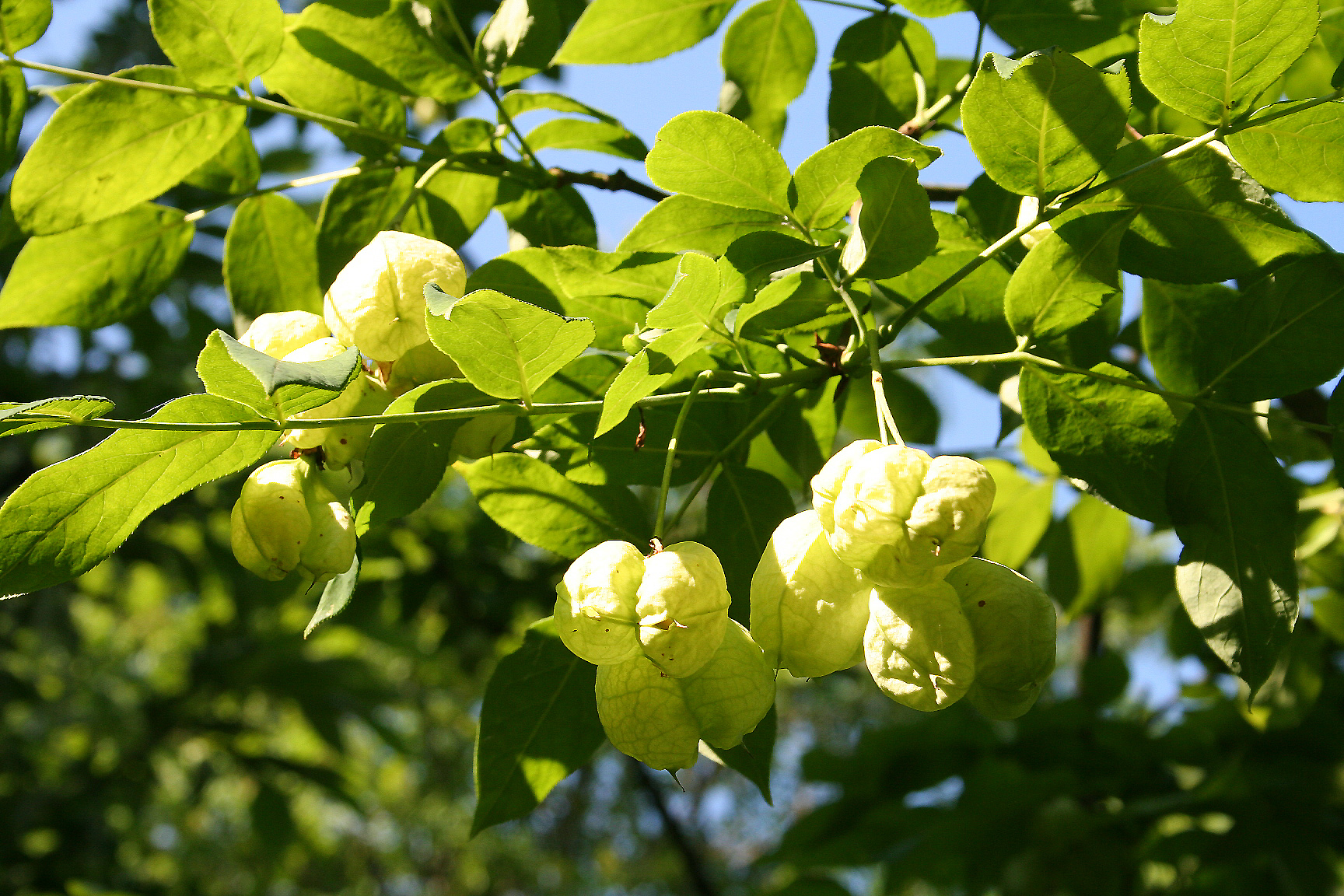
Frunze și fructe
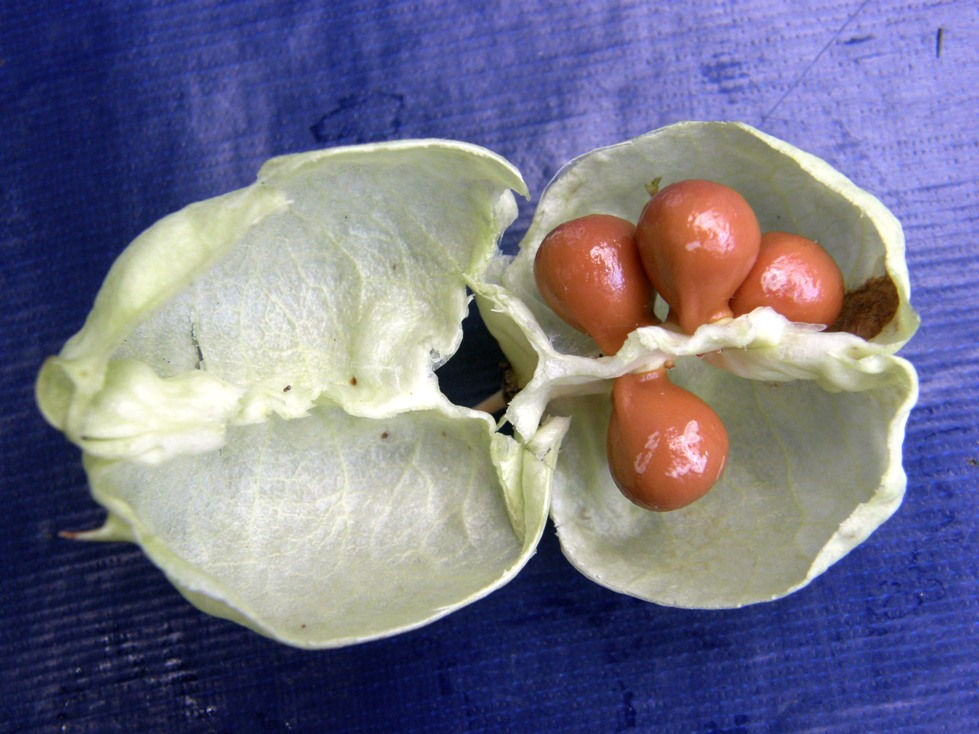
Capsulă de fruct deschisă, cu semințe
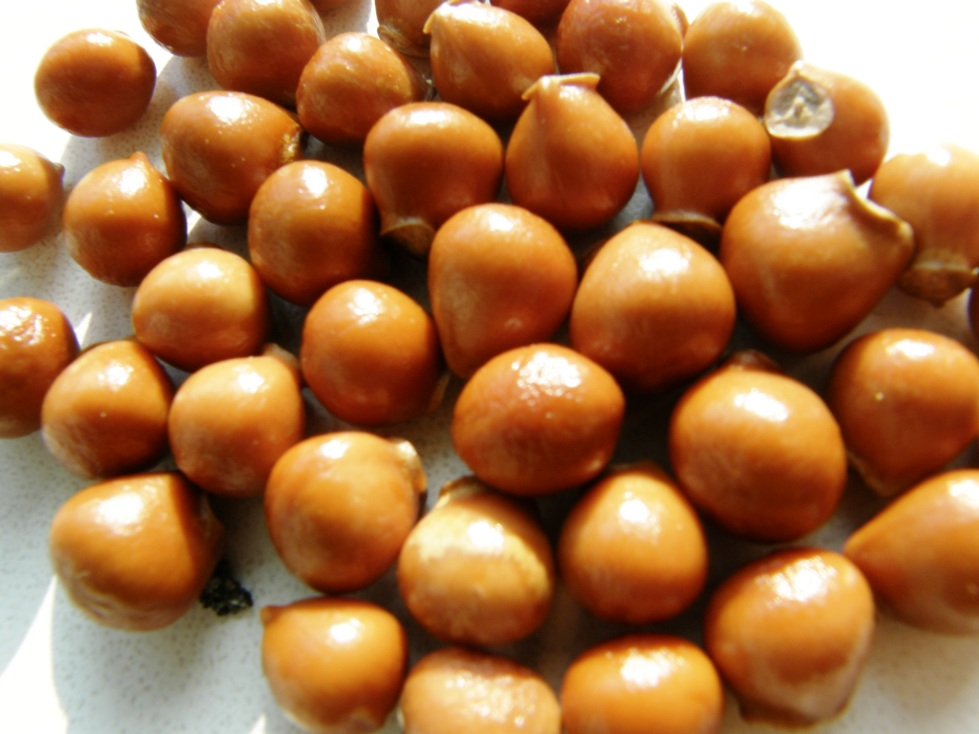
Semințe
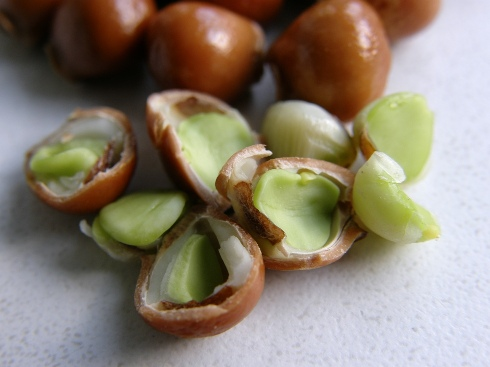
Semințe sparte
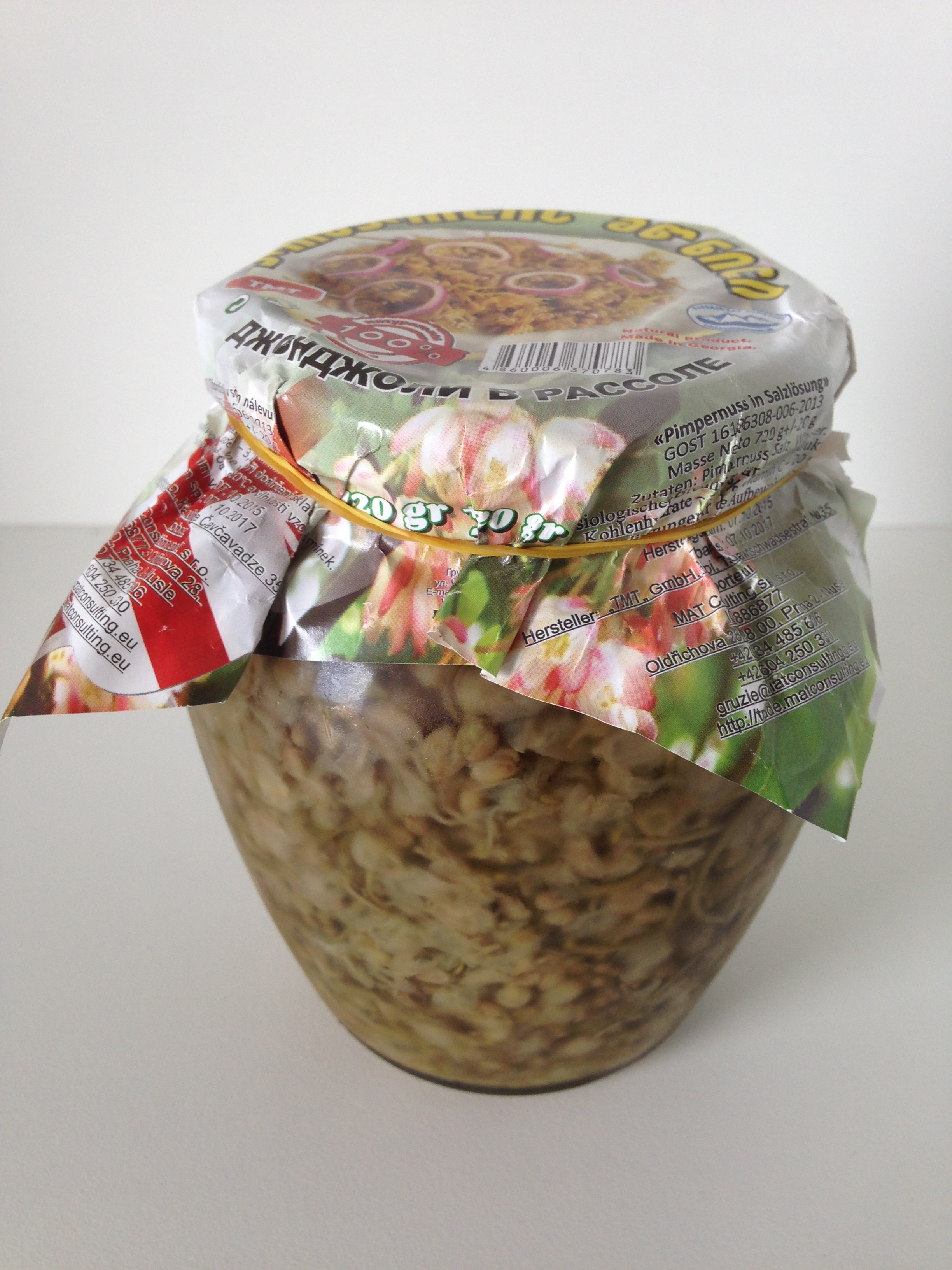
Semințe de clocotiș în saramură